# Liste kolumbianischer Schriftsteller
Die Liste kolumbianischer Schriftsteller gibt einen Überblick über die Schriftsteller Kolumbiens. Es besteht kein Anspruch auf Vollständigkeit.

## A
- Héctor Abad Faciolince (* 1958)
- Héctor Abad Gómez (1921–1987)
- Ricardo Abdahllah (* 1978), Erzähler
- Josefa Acevedo de Gómez (1803–1861), Geschichtsschreiberin, Biographin
- Soledad Acosta de Samper (1833–1913)
- Arturo Álape (1938–2006), Schriftsteller, Maler, Fernsehautor
- Harold Alvarado Tenorio (* 1945)
- Gustavo Álvarez Gardeazábal (* 1945)
- Antonio Álvarez Lleras (1892–1956), Dramatiker
- Manuel Ancízar (1812–1882), Anthropologe und Journalist
- Albalucía Ángel (* 1939)
- Gonzalo Arango (1931–1976), Dichter und Romanautor, Begründer des Nadaismo
- Consuelo Araújo Noguera (1940–2001)
- Germán Arciniegas (1900–1999), Essayist und Historiker
- Triunfo Arciniegas (* 1957), Kinder- und Jugendbuchautor
- Rodrigo Arenas Betancur (1919–1995), Bildhauer und Schriftsteller
- Aurelio Arturo (1906–1974), Lyriker

## B
- Porfirio Barba Jacob (eigentlich Miguel Ángel Osorio, 1883–1942), Dichter
- Edgar Bastidas Urresty, (* 1944)
- Piedad Bonnett, (* 1951)
- Enrique Buenaventura, (1925–2003)
- Fanny Buitrago (* 1940)

## C
- Eduardo Caballero Calderón (1910–1993)
- Antonio Caballero (1945–2021)
- Andrés Caicedo (1951–1977), Romanautor und Erzähler
- Arturo Camacho Ramírez (1910–1982)
- James Cañon lebt heute in New York („Der Tag, an dem die Männer verschwanden“)
- Miguel Antonio Caro (1843–1909), politischer Publizist, Staatspräsident
- Eduardo Carranza (1913–1985), Dichter
- María Mercedes Carranza (1945–2003)
- Tomás Carrasquilla (1858–1940), Romanautor
- Francisca Josefa del Castillo y Guevara (1671–1742)
- Germán Castro Caycedo (1940–2021), Journalist
- Carlos Castro Saavedra (1924–1989)
- Álvaro Cepeda Samudio (1926–1972)
- Rafael Chaparro Madiedo (1963–1995)
- Oscar Collazos (1942–2015)
- Rufino José Cuervo (1844–1911), Philologe
- José Elías Cury Lambraño (1924–2007), Linguist

## D
- Hernando Domínguez Camargo (1606–1659)
- Estela Durán (* 1914)

## E
- Camilo Antonio Echeverri („El Tuerto Echeverri“) (1827–1887)
- Álvaro Escobar-Molina (* 1943)
- Germán Espinosa  (1938–2007)

## F
- Julio Flórez (1867–1923)
- Jorge Franco (* 1962)

## G
- Gonzalo Gallo
- Isaías Gamboa (1872–1904)
- Margarita Gamboa
- Juan Manuel García Tejada (1774–1869)
- Gabriel García Márquez (1927–2014)
- Gonzalo García Valdivieso (* 1943)
- Raúl Gómez Jattin (1945–1997)
- Nicolás Gómez Dávila (1913–1994)
- Alfredo Gómez Jaime (1878–1946)
- Adolfo León Gómez (1857–1927), Dichter
- Efe Gómez (1873–1938)
- Pedro Gómez Valderrama (1923–1992)
- Tomás González (* 1950)
- León de Greiff (1895–1976)
- Fernando González Ochoa (1895–1964)

## H
- Bertha Hernández de Ospina (1907–1993), Politikerin
- Andrés Holguín (1918–1989), Essayist

## I
- Jorge Isaacs (1837–1895), Romanautor

## J
- Darío Jaramillo Agudelo (* 1947)
- José Eusebio Caro (1817–1853)

## L
- Luis López de Mesa (1884–1967)
- Luis Carlos López (1879–1950)

## M
- Gonzalo Márquez Cristo (1963–2016)
- Luis Martínez Delgado (1894–1973), Historiker
- Ana María Martínez de Nisser (1812–1872), Kämpferin im Bürgerkrieg, Autorin des ersten von einer Frau geschriebenen kolumbianischen Buchs
- Mary Daza Orozco, Schriftstellerin (20./21. Jahrhundert)
- Jaime Manrique (* 1949)
- Olga Elena Mattei (* 1933), Dichterin und Musikkritikerin
- Miguel Matus Caile (1928–2001)
- Efraím Medina (* 1967)
- Manuel Mejía Vallejo (1923–1998), Romanautor und Dichter
- Epifanio Mejía (1838–1913)
- Ciro Mendía (1892–1979), Dichter und Dramatiker
- Mario Mendoza Zambrano (* 1964), Romanautor
- Antonio Mora Vélez (* 1942)
- Tartarín Moreira (1898–1954), Musiker und Dichter
- Alexandra Moreno Piraquive (* 1969)
- Rafael Humberto Moreno-Durán (1945–2005)
- Marvel Moreno (1939–1995), feministische Schriftstellerin
- Elisa Mújica (1918–2003), Schriftstellerin
- Álvaro Mutis (1923–2013), Dichter, Romanautor und Essayist
- Memo Anjel (* 1954)

## N
- Jairo Aníbal Niño (1941–2010)

## O
- Candelario Obeso (1849–1884)
- Virgilio Olano (1945–2006), Dichter, Schriftsteller, Mediziner, Diplomat
- Darío Ortiz Vidales (1936–2004)
- Amparo Osorio (* 1951), Dichterin
- Luis Enrique Osorio (1896–1966), Komödiendichter
- William Ospina (* 1954)
- Sofía Ospina de Navarro (1892–1974)

## P
- Germán Pardo García (1902–1992)
- Oscar Perdomo Gamboa (* 1974), Erzähler
- Plinio Apuleyo (* 1932)
- Rafael Pombo (1833–1912), Dichter
- Dagoberto Páramo Morales (* 1956)

## Q
- Giovanni Quessep (* 1939)
- Pilar Quintana (* 1972)

## R
- René Rebetez (1933–1999)
- Antonio José Restrepo (1855–1933), politischer Publizist und Schriftsteller
- Laura Restrepo (* 1950), Romanautorin
- Luis Carlos Restrepo (* 1954)
- Zacarías Reyán (* 1948), Schriftsteller
- José Eustasio Rivera (1888–1928)
- Mario Rivero (1935–2009)
- Jorge Robledo Ortiz (1917–1990)
- Juan Rodríguez Freyle (um 1566–um 1640)
- Héctor Rojas Herazo (1921–2002)
- Jorge Rojas (1911–1995)
- Teresita Román de Zurek (1925–2021)
- Evelio Rosero (* 1958)

## S
- Alonso Salazar (* 1960)
- Álvaro Salom Becerra (1922–1987)
- Daniel Samper Pizano (* 1945), Journalist und Romanautor
- Baldomero Sanín Cano (1861–1957)
- Eduardo Sarmiento Palacio (* 1940)
- José Asunción Silva (1865–1896), Dichter
- Ricardo Silva Romero (* 1975), Schriftsteller
- David Sánchez Juliao (1945–2011)
- Fernando Soto Aparicio (1933–2016)
- Nicolás Suescún (1937–2017)

## T
- Gustavo Tatis Guerra (* 1961)
- Hernando Téllez (1908–1966)
- Carlos Arturo Truque (1927–1971)

## U
- Germán Uribe
- El indio Uribe (1859–1900)

## V
- Guillermo Valencia (1873–1943), Dichter und Übersetzer
- Fernando Vallejo (* 1942), Romanautor
- Luis Vargas Tejada (1802–1829), Dichter und Dramatiker
- Juan Gabriel Vásquez, (* 1973)
- José María Vargas Vila (1860–1933)
- Max Vergara Poeti (* 1983)
- Laura Victoria (eigentlich Gertrudis Peñuela, 1904–2004), Dichterin und Diplomation
- Luis Vidales (1904–1999)
- Maruja Vieira (1922–2023)

## Z
- León Zafir (1904–1964)
- Jorge Zalamea (1905–1969)
- Manuel Zapata Olivella (1920–2004)
- Jesús Zárate (1915–1967)